# Zambia Airways
Zambia Airways war die nationale Fluggesellschaft von Sambia von 1967 bis 1994. Seit 2015 ist diese in einer neuen Gesellschaft wieder in Gründung und sollte, in einem Joint-Venture mit Ethiopian Airlines, erstmals im dritten Quartal 2019 wieder abheben. Aufgrund unter anderem der COVID-19-Pandemie in Sambia wurde der Erstflug erneut im April 2020 auf Dezember 2021 verschoben.
Am 1. Dezember 2021 startete die Gesellschaft neu.
Sie ist zu 55 Prozent in Besitz des sambischen Staates, zu 45 Prozent in Besitz von Ethiopian.

## Geschichte
Bereits 1963 wurde im Zuge der Auflösung der Föderation von Rhodesien und Njassaland die Gründung von Zambia Airways wie auch Air Malawi und Air Rhodesia als Tochtergesellschaften der Central African Airways (CAA) beschlossen. Am 1. Juli 1964 nahm die Zambia Airways mit zwei Douglas DC-3 und drei DHC-2 Beaver aus dem Bestand der CAA den Flugbetrieb auf. Die fünf Vickers Viscount verblieben bei der Muttergesellschaft, operierten aber je nach Bedarf im Namen der drei Tochtergesellschaften. Mit der einseitigen Unabhängigkeitserklärung von Südrhodesien 1965 begann das Ende der Central African Airways. Vom 4. Februar 1966 an war es der CAA verboten Kenia, Tansania oder Uganda anzufliegen oder deren Luftraum zu benutzen. Damit brachen für Zambia Airways die von der CAA im Auftrag durchgeführten Verbindungen weg. Zum 1. September 1967 wurde die Zambia Airways Corporation als eine der Nachfolgegesellschaften der CAA als staatliche Fluggesellschaft Sambias gegründet, welche Rechtsnachfolgerin der Zambia Airways Ltd. wurde. Die Central African Airways wurde zum 31. Dezember 1967 aufgelöst. Das Management der nun unabhängigen Fluggesellschaft übernahm Alitalia. Zambia Airways erhielt aus der Auflösung der CAA die zwei bestellten BAC 1-11.
Im Jahr 1970 wurde die Flotte durch eine von Alitalia übernommene DC-8 ergänzt, welche auf der Strecke Lusaka-Rom-London eingesetzt wurde. Im Jahr 1974 wurde eine Charter/Cargo-Tochter, die National Air Charter gegründet. Die Tochtergesellschaft nahm im März 1974 mit einer geleasten Canadair CL-44 den Flugbetrieb auf.
Im Jahr 1991 geriet Zambia Airways in eine Krise. Viele internationale Verbindungen wurden eingestellt, Auslandsbüros geschlossen und Personal entlassen. Im Dezember 1994 stellte die nun insolvente Zambia Airways den Flugbetrieb ein, 1995 wurde die Gesellschaft aufgelöst. Die Flugrechte aller internationalen und regionalen Strecken wurden Ende Januar 1995 an Airo Zambia übertragen.
Zambia Airways stand in keiner Verbindung mit der privaten Zambian Airways.

## Jüngere Ereignisse
Am 23. Juli 2015 wurde durch die Regierung eine neue staatliche Fluggesellschaft gegründet, deren Vorgängerin bereits 1994 insolvent gegangen war. Sie firmiert unter dem Namen Zambia Airways 2014 Limited. Im Juli 2017 wurde die Bestellung von fünf russischen Suchoi Superjet 100 bekannt, die bis 2018 ausgeliefert werden sollten. Mit Stand Dezember 2017 war der Einsatz von De Havilland DHC-8-400 und Boeing 737 geplant.

## Flugziele
Mit Stand November 2021 will Zambia Airways zunächst nationale Strecken bedienen, gefolgt von Livingstone in Sambia sowie Harare in Simbabwe und Johannesburg in Südafrika.

## Flotte

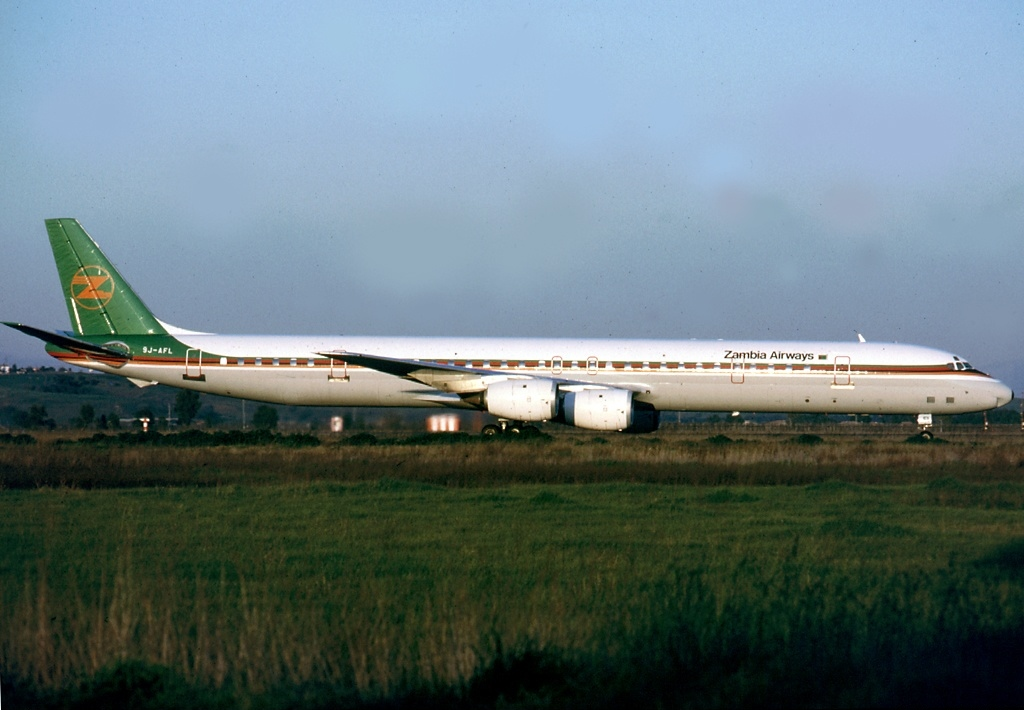
Douglas DC-8-71, Zambia Airways

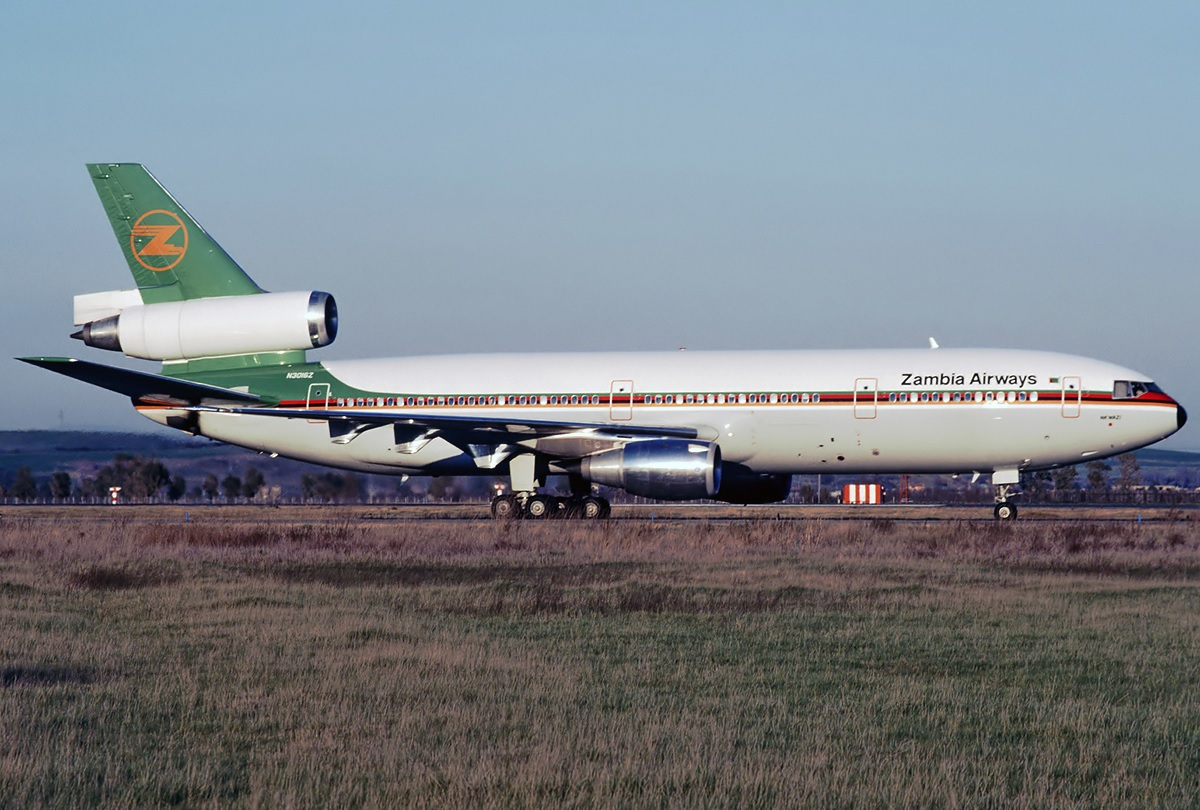
DC-10-30, Zambia Airways

### Aktuelle Flotte
Die Flotte der Zambia Airways besteht am 6. März 2022 aus einer De Havilland DHC-8.

### Ehemalige Flugzeugtypen
Im Laufe ihres Bestehens setzte Zambia Airways folgende Flugzeugtypen ein:
- ATR 42
- BAC 1-11
- Boeing 707
- Boeing 737-200
- Boeing 757
- De Havilland Canada DHC-2 Beaver
- Douglas DC-3
- Douglas DC-8
- Hawker Siddeley HS.748
- McDonnell Douglas DC-10
- Vickers Viscount

## Zwischenfälle
- Im Jahr 1970 wurde eine Douglas DC-3C der Zambia Airways (Luftfahrzeugkennzeichen 9J-RDR) auf dem Flughafen Lusaka in Folge eines Ringelpiezes irreparabel beschädigt. Personen kamen nicht zu Schaden.[17]

- Am 4. Juli 1983 überrollte eine Hawker Siddeley HS 748-263 2A der Zambia Airways (9J-ADM) bei einem Startabbruch auf dem Flughafen Kasaba Bay (Sambia) das Bahnende und wurde irreparabel beschädigt. Auslöser für den Startabbruch war der Ausfall des Triebwerks Nr. 1 (links). Alle 46 Insassen, vier Besatzungsmitglieder und 42 Passagiere, überlebten den Unfall.[18]